# Maryam Mirzakhani
Maryam Mirzakhani (en persan : مریم میرزاخانی), née le 12 mai 1977 à Téhéran et morte le 14 juillet 2017 à Stanford (Californie), est une mathématicienne iranienne, professeur à l'université Stanford, connue pour ses travaux en topologie et en géométrie (notamment en géométrie des surfaces de Riemann) et la première femme et aussi première personne de  nationalité iranienne lauréate de la médaille Fields (13 août 2014).

## Biographie
Maryam Mirzakhani naît le 12 mai 1977 à Téhéran. Elle intègre le lycée Farzanegan (en) de Téhéran, un lycée pour jeunes filles surdouées dépendant de l’Organisation nationale pour le développement des talents exceptionnels (SAMPAD). Elle est, en 1994 à Hong Kong, lauréate pour la deuxième année des Olympiades internationales de mathématiques (score de 41 points sur 42). À Toronto en 1995, elle obtient le score maximal, ce qui lui ouvre les portes de la très sélective université de technologie de Sharif à Téhéran.
Le 17 mars 1998, après la 22e compétition de mathématiques pour étudiants à l'université Shahid Chamran d'Ahvaz, elle survit à un accident d'autobus où plusieurs jeunes mathématiciens perdent la vie.
En 1999, elle obtient un Bachelor of Science en mathématiques à l'université de technologie de Sharif. Elle attire l'attention lors de ses études de l'American Mathematical Society pour ses travaux consistant à formuler une preuve simple du théorème de Schur. Elle se rend ensuite aux États-Unis et obtient un doctorat à l'université Harvard en 2004, où elle est supervisée par le lauréat de la médaille Fields Curtis T. McMullen.
Elle est nommée maître de conférences à Princeton en 2004, puis, en septembre 2008 (à 31 ans), professeur de mathématiques à Stanford.
Elle meurt le 14 juillet 2017 à Stanford,, à 40 ans, des suites d'un cancer du sein,.

## Travaux
Enfant, son passe-temps favori est la lecture de romans et elle rêve de devenir écrivaine. Son frère aîné lui fait lire un ouvrage sur Carl Friedrich Gauss dans lequel il explique comment effectuer facilement la somme de tous les entiers de 1 à 100. Séduite par cette méthode, Maryam Mirzakhani poursuit son investigation et découvre l'art du raisonnement mathématique à travers le théorème local de Gauss, dont « on peut dire qu'il permet de repérer localement un point sur une surface quelconque par un nombre complexe, [ramenant] la dimension deux réelle […] à la dimension un complexe. Les surfaces deviennent de dimension un et ce sont donc des courbes complexes. » Elle complète son apprentissage des théorèmes de Gauss par les théories de Riemann et les surfaces complexes, qu'elle développera au point de se voir attribuer la médaille Fields,,.
À Harvard, en 2004, elle soutient une thèse de doctorat de mathématiques ; son directeur de thèse est Curtis McMullen, lauréat de la médaille Fields en 1998. On parle de chef-d’œuvre : non seulement elle résout deux problèmes majeurs de mathématiques, mais de plus elle les relie. Il s'agit des surfaces de Riemann et des espaces de modules.
Elle s’intéresse aux surfaces de Riemann. « Riemann étudie les surfaces, non pas comme des objets individuels, mais comme appartenant à des familles de surfaces se déduisant les unes des autres par déformations. Ceci divise essentiellement les surfaces selon leur genre. »
Elle poursuit l'étude de ces surfaces, approfondissant les résultats de Riemann. Les champs de recherche de Maryam Mirzakhani comprennent divers domaines mathématiques : l'espace de Teichmüller, la géométrie hyperbolique, la théorie ergodique, l'espace de modules et la géométrie symplectique,. Elle montre en 2008 que, sur une surface, le nombre Ns(L) des géodésiques fermées simples (c.-à-d. ne se recoupant pas) de longueur inférieure à L croît comme c·L6g-6+2n où c est une constante et g et n des paramètres topologiques. Elle produit une démonstration élégante d'une conjecture proposée par le physicien Edward Witten dans le cadre de la théorie des cordes.
Plus récemment, elle démontre, avec Alex Eskin, le théorème dit « de la baguette magique » relatif aux billards mathématiques. Ils étudient la dynamique d'un mobile lancé selon une tangente à une surface de Riemann. En considérant la variable « temps » comme un nombre complexe, ils montrent que la trajectoire du mobile est alors une courbe complexe, c’est-à-dire une surface, de comportement dynamique plus simple que prévu. Ce travail généralise un résultat obtenu par une autre mathématicienne de renom, Marina Ratner ; les deux femmes décèdent à une semaine d’intervalle.
En 2014, elle reçoit la médaille Fields « pour ses contributions exceptionnelles à la dynamique et la géométrie des surfaces de Riemann et de leurs espaces de modules ». Elle est la première femme — et la première personne de nationalité iranienne — à la recevoir,, ce qui lui vaut les félicitations du président iranien Hassan Rouhani.
En 2016, Maryam Mirzakhani est nommée membre de l'Académie nationale des sciences, devenant la première femme iranienne à être officiellement acceptée comme membre de l'académie.

## Publications
Les publications de Maryam Mirzakhani sont en anglais.
- (en) « Simple geodesics and Weil-Petersson volumes of moduli spaces of bordered Riemann surfaces »[PDF], dans Inventiones mathematicae, vol. 167, 1, Springer, 2007, p. 179-222, dernière modification : 12 juillet 2005
- (en) « Weil-Petersson volumes and intersection theory on the moduli spaces of curves »[PDF], dans Journal of the American Mathematical Society, 2007
- (en) « Growth of the number of simple closed geodesics on hyperbolic surfaces »[PDF], Ann. Math., 2008
- (en) Ergodic theory of the earthquake flow, International Mathematics Research Notices, 2008
- (en) (avec Alex Eskin) Invariant and stationary measures for the SL2(R) action on moduli space, Publications mathématiques de l'IHÉS 2018 — Sommaire.
- (en) (avec Alex Eskin et Amir Mohammadi), Isolation, equidistribution, and orbit closures for the SL2(R) action on moduli space, Annals of Mathematics, 2015 — Sommaire[32].

## Héritages et hommages

### Les conséquences de sa mort en Iran
Un cancer du sein est diagnostiqué à Maryam Mirzakhani en 2013. En 2016, il se propage à ses os et à son foie et elle décède le 14 juillet 2017 à l'âge de 40 ans à l'hôpital de Stanford en Californie,.
Le président iranien Hassan Rohani et d'autres responsables présentent leurs condoléances et rendent hommage à ses réalisations scientifiques. Rohani déclare que « l'éclat sans précédent de cette scientifique créative et de cet être humain modeste, qui a fait résonner le nom de l'Iran dans les forums scientifiques du monde, a été un tournant en montrant la grande volonté des femmes et des jeunes iraniens sur la voie pour atteindre les sommets de la gloire et dans diverses arènes internationales ».
À sa mort, plusieurs journaux iraniens, ainsi que le président iranien Hassan Rohani, brisent le tabou et publient des photographies de Maryam Mirzakhani avec les cheveux découverts, geste qui est largement noté dans la presse et sur les réseaux sociaux,,,. La mort de Maryam Mirzakhani relance aussi les débats en Iran sur la « citoyenneté matrilinéaire » pour les enfants de parents de nationalité mixte, sa fille Anahita, eue avec son mari d'origine tchèque et née en Californie, n'ayant pas la nationalité iranienne, ce que sa mère aurait souhaité pour maintenir le lien de sa fille avec ses origines[réf. souhaitée]. Selon l'agence de presse Fars, soixante députés iraniens demandent l'« examen prioritaire d'un amendement » à une loi qui permettrait aux enfants de mères iraniennes mariées à des étrangers d'obtenir la nationalité iranienne, afin de faciliter la visite de la fille de Maryam Mirzakhani en Iran.
De nombreuses nécrologies et hommages sont publiés dans les jours suivant le décès de Maryam Mirzakhani,. À la suite du plaidoyer du Comité des femmes au sein de la Société iranienne de mathématiques (en persan : کمیته بانوان انجمن ریاضی ایران), le Conseil international pour la science décide de faire de l'anniversaire de Maryam Mirzakhani, le 12 mai, la Journée internationale des femmes en mathématiques.

### Hommages posthumes

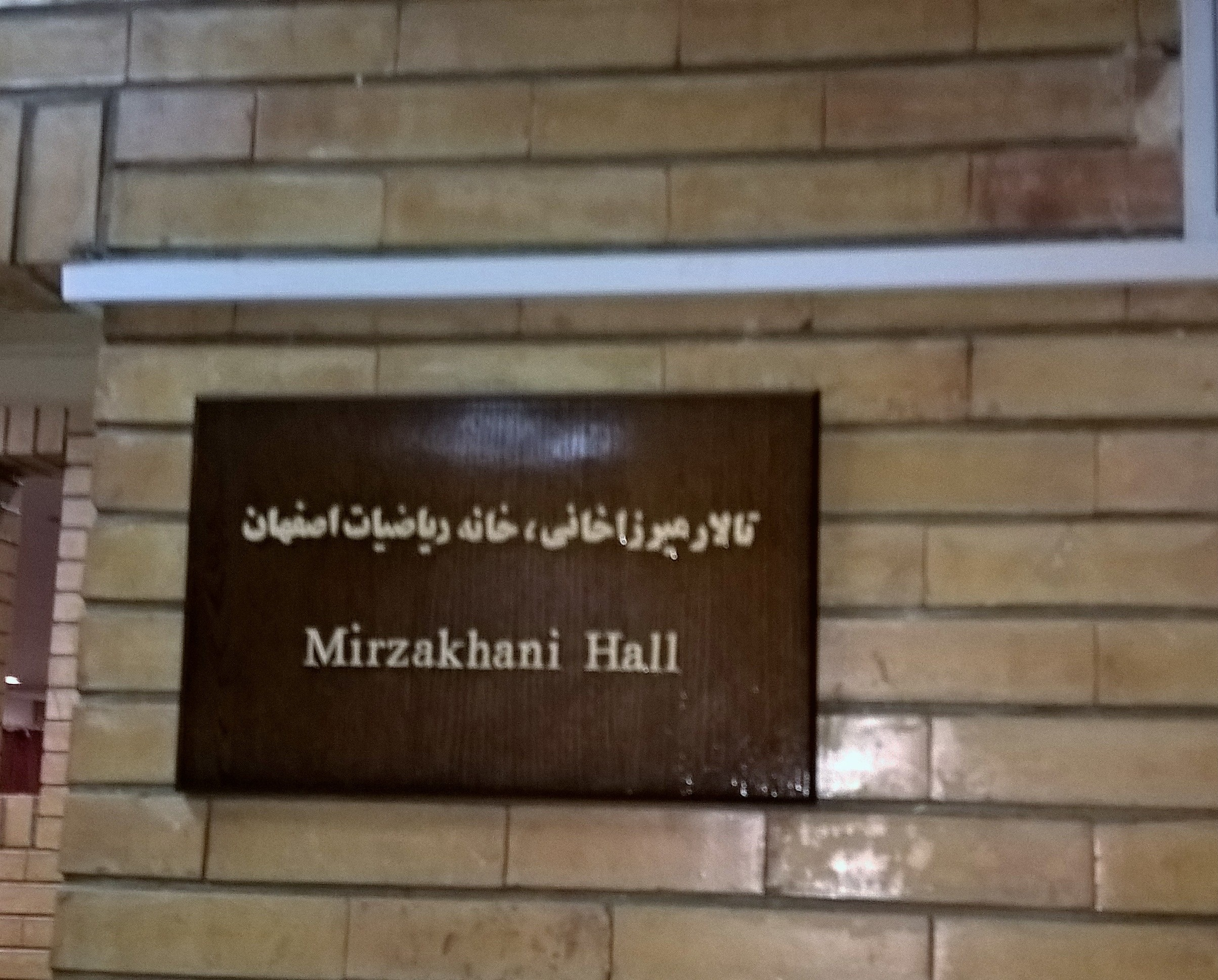
Plaque de la salle Mirzakhani à la Maison des mathématiques d'Ispahan.

Divers établissements ont pris le nom de Mirzakhani en hommage à sa vie et ses réalisations. En 2017, le lycée Farzanegan, que Mirzakhani a fréquenté, a donné son nom à son amphithéâtre et à sa bibliothèque. De plus, l'université de technologie de Sharif, l'institut où Mirzakhani a obtenu sa licence, a depuis donné son nom à la bibliothèque principale du collège de mathématiques. En outre, la Maison des mathématiques d'Ispahan, en collaboration avec le maire, a donné son nom à une salle de conférence de la ville.
Le 2 février 2018, Satellogic, une société d'imagerie et d'analyse d'observation de la Terre à haute résolution, a lancé un microsatellite de type ÑuSat nommé en l'honneur de Maryam Mirzakhani.
Le 4 novembre 2019, la Fondation Breakthrough Prize a annoncé que le prix Maryam Mirzakhani New Frontiers a été créé pour être décerné chaque année à des femmes exceptionnelles dans le domaine des mathématiques. Le prix, d'un montant de 50 000 dollars, sera décerné à des mathématiciennes en début de carrière qui ont obtenu leur doctorat au cours des deux dernières années.
En février 2020, à l'occasion de la Journée internationale des femmes et des filles dans les STIM, Mme Mirzakhani a été honorée par ONU Femmes comme l'une des sept femmes scientifiques, mortes ou vivantes, qui ont façonné le monde.
En 2020, George Csicsery (en) l'a présentée dans le film documentaire Secrets of the Surface: The Mathematical Vision of Maryam Mirzakhani.
L'initiative du 12 mai a été créée en l'honneur de Mme Mirzakhani pour célébrer les femmes dans le domaine des mathématiques. L'initiative est coordonnée par l'European Women in Mathematics, l'Association for Women in Mathematics, l'African Women in Mathematics Association, le Colectivo de Mujeres Matemáticas de Chile et le comité des femmes de la Société iranienne de mathématiques. En 2020, 152 événements ont été organisés.
L'astéroïde (321357) Mirzakhani porte son nom.
Début 2022, à la suite d'une consultation, l'université de Bretagne-Occidentale à Brest, donne son nom à un de ses amphithéâtres. À l'école d'ingénieur INSA Lyon, le bâtiment Pierre-de-Fermat a été rebaptisé bâtiment Maryam-Mirzakhani.
Le 8 mars 2022, l'Ecole Polytechnique Fédérale de Lausanne baptise l'une de ses rues du nom de la mathématicienne.

La voie piétonne reliant l’avenue Debourg à l’impasse du Vercors dans le 7e arrondissement de Lyon, entre la Halle Tony-Garnier et l’École normale supérieure, est dénommée allée Maryam-Mirzakhani.

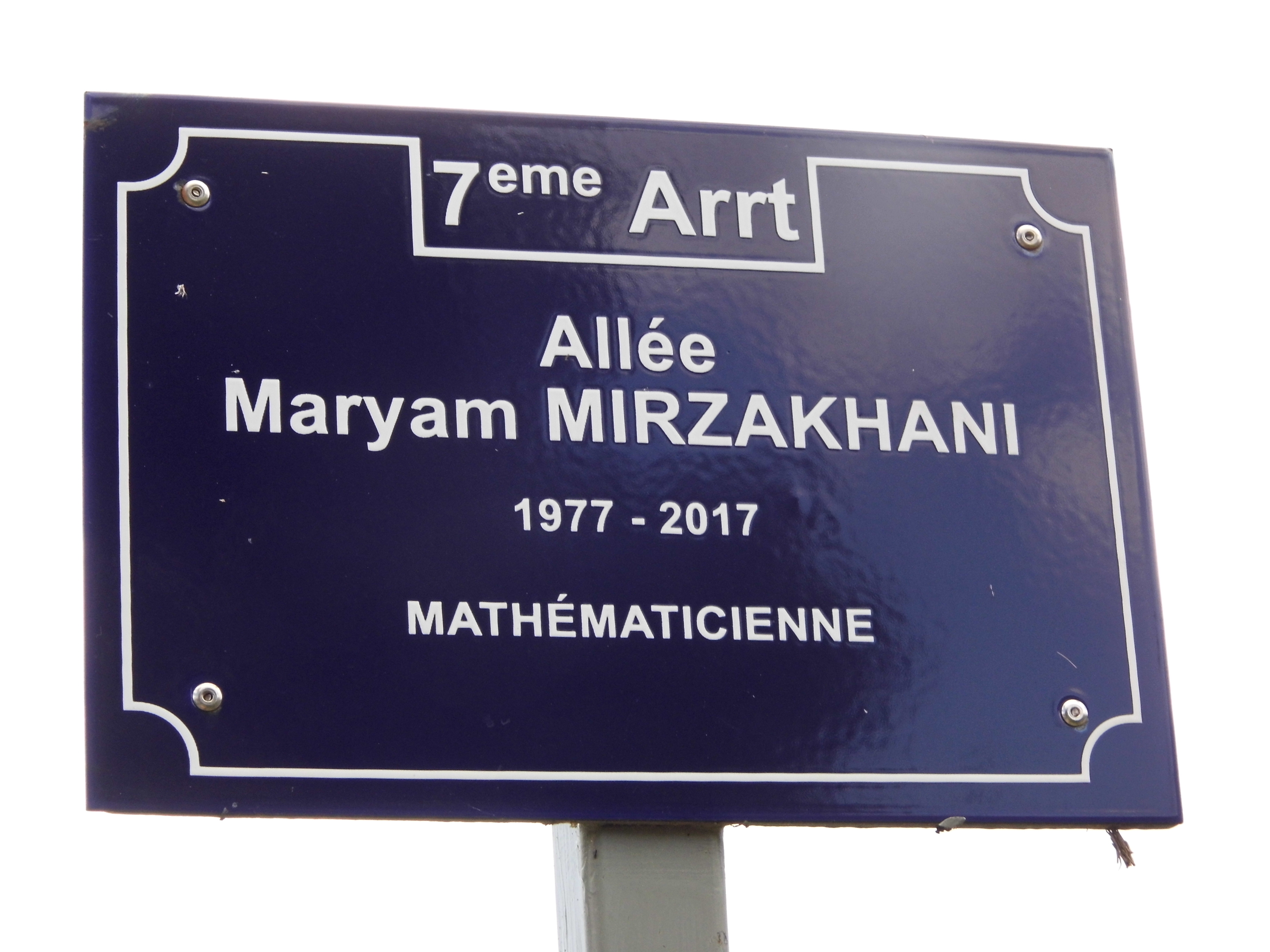
L'allée Maryam Mirzakhani à Lyon en France

Un amphithéâtre de l'université de Rennes 1, a été nommé d'après son nom le 15 octobre 2019.

## Récompenses
- 1994 : Médaille d'or aux Olympiades internationales de mathématiques de Hong Kong
- 1995 : Médaille d'or aux Olympiades internationales de mathématiques de Toronto
- 1995-1999 : IPM Fellowship Tehran, Iran[53]
- 2003 :
  - Merit Fellowship, université Harvard[53]
  - Harvard Junior Fellowship, université Harvard[53]
- 2004 : Clay Mathematics Institute Research Fellow
- 2005 : Parmi les « Brilliant 10 » d’USA Today[54].
- 2009 : Prix Blumenthal[55]
- 2010 : Oratrice invitée au Congrès international des mathématiciens (ICM 2010), sur « Topology and Dynamical Systems & ODE »[56]
- 2013 :
  - Prix Ruth Lyttle Satter de l'American Mathematical Society[57]
  - Simons Investigator
- 2014 :
  - Oratrice plénière au Congrès international des mathématiciens (ICM 2014)
  - Clay Research Award
  - Médaille Fields[58] (la prochaine femme à obtenir cette distinction sera Maryna Viazovska en 2022).
  - Fondation par des étudiants de l'université d'Oxford de la Mirzakhani Society, pour les femmes et les étudiants non binaires étudiant les mathématiques à Oxford. Mirzakhani a rendu visite à la société en septembre 2015, lors d'un séjour à Oxford[59].
- 2015 :
  - Membre associée étrangère de l'Académie des sciences française[60]
  - Membre de la Société américaine de philosophie[61]
- 2016 : Membre de l'Académie américaine des sciences[62]
- 2017 : Membre de l'Académie américaine des arts et des sciences[63]